# وائل عرقجي
وائل عرقجي (من مواليد 4 سبتمبر 1994) هو لاعب كرة سلة لبناني، يلعب نادي الدوري اللبناني لكرة السلة، النادي الرياضي بيروت والمنتخب اللبناني. يُلقب بـ الرهيب. على مستوى الأندية، لعب في الدوري الصيني لكرة السلة وشارك في الدوري الصيفي لفريق دالاس مافيريكس في عام 2019، وبالنسبة للمنتخب الوطني، فاز بجائزة أفضل لاعب في كأس آسيا لكرة السلة 2022، واحتل لبنان المركز الثاني.

## مهنة احترافية

### الأندية
ولد في بيروت، لبنان، لفت انتباه مدرب الرياضي بيروت، سلوبودان سوبوتيتش، بعد أدائه مع منتخب لبنان في بطولة آسيا لكرة السلة تحت 18 سنة 2012، وخلال المواسم السبعة التي قضاها مع النادي الرياضي في الدوري اللبناني، فاز بأربعة ألقاب للدوري وكأس أبطال آسيا لكرة السلةفي عام 2017. في عام 2015 أعلن عن مشروع الدوري الاميركي للمحترفين، ولكن لم يتم اختياره.
في عام 2018، لعب وائل مع فريق بكين رويال فايترز في الاتحاد الصيني لكرة السلة. في عام 2019، حصل على فرصة للعب لفريق دالاس مافريكس في الدوري الصيفي.
وفي عام 2020، ساعد نادي الشمال على الفوز بالدوري القطري. وبدأ موسم 2020-21 مع نفس النادي وساعدهم في الوصول إلى نهائي الدوري في 14 مباراة. وفي عام 2021، فاز بالبطولة الوطنية مع الاتحاد المنستيري في تونس، ووصل إلى نهائي الدوري الإفريقي لكرة السلة.
وفي سبتمبر 2021، انضم إلى نادي الجهراء الكويتي. وفي 6 مارس 2022، وقع مع نادي بيروت ليعود إلى الدوري اللبناني لكرة السلة بعد ثلاث سنوات. ساعد النادي على الفوز بالبطولة بعد فوزه على ناديه السابق الرياضي بيروت في المباراة النهائية.

### المنتخب
في عام 2012، ظهر عرقجي لأول مرة مع لبنان، وساعدهم على احتلال المركز السابع في بطولة آسيا تحت 18 سنة 2012. ساعد عرقجي لبنان على الفوز بلقب البطولة العربية لكرة السلة 2022، وفاز بالمباراة النهائية على تونس بنتيجة 72–69، ورشح كأفضل لاعب في البطولة. كما أنهى المركز الثاني في كأس آسيا لكرة السلة 2022 كأفضل لاعب في البطولة وأفضل هداف، بمتوسط 26.0 نقطة في المباراة الواحدة. ولعب مع المنتخب الوطني في كأس العالم لكرة السلة 2023.

## الإحصائيات المهنية
| السنة   | الفريق                    | دوري            | GP | MPG  | FG%  | 3P%  | FT%   | RPG | APG | SPG | BPG | PPG  |
| ------- | ------------------------- | --------------- | -- | ---- | ---- | ---- | ----- | --- | --- | --- | --- | ---- |
| 2012–13 | الرياضي بيروت             | الدوري اللبناني | 21 | 10.2 | .450 | .333 | .400  | 1.6 | 1.8 | .6  | .0  | 2.7  |
| 2013–14 | الرياضي بيروت             | الدوري اللبناني | 22 | 9.9  | .333 | .095 | .667  | 1.0 | 1.3 | .8  | .0  | 1.8  |
| 2014–15 | الرياضي بيروت             | الدوري اللبناني | 33 | 19.8 | .532 | .286 | .806  | 2.6 | 2.7 | .8  | .1  | 6.9  |
| 2015–16 | الرياضي بيروت             | الدوري اللبناني | 35 | 22.2 | .472 | .288 | .750  | 2.4 | 3.2 | .8  | .1  | 6.7  |
| 2016–17 | الرياضي بيروت             | الدوري اللبناني | 19 | 25.1 | .580 | .280 | .633  | 3.8 | 4.6 | 1.2 | .2  | 9.8  |
| 2017–18 | الرياضي بيروت             | الدوري اللبناني | 26 | 29.7 | .492 | .327 | .710  | 4.0 | 6.3 | 1.3 | .0  | 13.1 |
| 2017–18 | بكين رويال فايترز         | الرابطة الصينية | 5  | 34.8 | .431 | .136 | .720  | 4.8 | 7.2 | 1.6 | .0  | 16.6 |
| 2018–19 | الرياضي بيروت             | الدوري اللبناني | 25 | 26.5 | .511 | .425 | .812  | 3.2 | 4.4 | 1.0 | .1  | 12.5 |
| 2019–20 | الرياضي بيروت             | الدوري اللبناني | 2  | 34.1 | .360 | .200 | .000  | 2.0 | 4.0 | 1.0 | .0  | 10.0 |
| 2020–21 | الاتحاد الرياضي المنستيري | بطولة تونس      | 6  | 22.6 | .707 | .4   | 0.867 | 2.6 | 3.4 | 1.4 | .0  | 15.0 |

## روابط خارجية
- وائل عرقجي على موقع الاتحاد الدولي لكرة السلة (الإنجليزية)
- وائل عرقجي على موقع كرة السلة الأوروبية.كوم (الإنجليزية)
- وائل عرقجي على موقع DraftExpress.com (الإنجليزية)
- وائل عرقجي على موقع ريلجم (الإنجليزية)
- وائل عرقجي على موقع بروبوليرز (الإنجليزية)
- وائل عرقجي على موقع سبورتس رفرنس (الإنجليزية)